# Consoante uvular
Uma consoante uvular ou simplesmente uma uvular é uma consoante que, em sua pronúncia o ponto de articulação se dá na úvula.